# 广州职业技术大学
广州番禺职业技术学院（简称“番职院”），是中国广东省广州市的职业技术学院，拟更名为广州职业技术大学。
学院为全国首批、广州市属第一所公办全日制普通高等职业院校，全国首批28所“国家示范性高等职业院校建设计划”院校之一，广东省示范性高等职业院校立项建设单位。实行广州市和番禺区共建共管的体制。校区位于番禺区沙湾镇青山湖。

## 办学历史
1993年3月，番禺政府决定创建一所以工科为主，文理兼容的专科学校。同年9月，番禺理工学院获广东省人民政府正式批准筹建，校区选址原沙湾镇青山湖农场。此后，学院挂靠广州大学，招收中英文秘书、会计、酒店管理和计算机应用4个专业200人，借用广东番禺中学校舍上课。
1996年3月，学校校园正式落成。4月8日，广东省人民政府批准成立番禺理工学院。
1997年9月，经教育部批准，学校更名为番禺职业技术学院。2008年6月，再更名为广州番禺职业技术学院。
2024年10月，广东省教育厅发布拟申报公示，计划以广州番禺职业技术学院为基础设立广州职业技术大学。2025年5月，教育部发布公示，拟同意设置广州职业技术大学。

## 评价
- 2006年12月，被教育部、财政部确定为“国家示范性高等职业院校建设计划”首批28所立项建设院校之一。
- 2009年12月，成为国家示范性高等职业院校。[9]
- 2016年11月，成为广东省一流高职院校建设计划立项建设单位。[10]
- 2019年7月，被教育部评为全国“优质专科高等职业院校”。[11][12]
- 2019年12月，入选中国特色高水平高职学校建设单位“30强”。[13][14]

## 校训
学校校训为“学以致用”，并以“一技之长+综合素质”作为人才培养的核心理念。

## 姊妹校
- 大同技術學院（台灣嘉義市東區）
- 嘉南藥理大學（台湾台南市）

## 學術合作協定校
- 環球科技大學（台湾雲林縣斗六市）